# ميناء طوكيو
ميناء طوكيو هو واحد من أكبر موانئ اليابان ووأحد أكبر الموانئ البحرية في حوض المحيط الهادئ. يعتبر الميناء أيضًا جهة عمل مهمة في المنطقة حيث يعمل به أكثر من 30،000 موظف يقدمون خدمات لأكثر من 32،000 سفينة كل عام.